# سردرود (أرومية)
سردرود هي قرية في مقاطعة أرومية، إيران. يقدر عدد سكانها بـ 476 نسمة بحسب إحصاء 2016.